# Alone (film 2007)
Alone (Thai: แฝด, letteralmente "gemella") è un film del 2007 diretto da Banjong Pisanthanakun e Parkpoom Wongpoom.
È stato distribuito nei cinema italiani a partire dal 13 agosto 2010.

## Trama
Pim, una donna thailandese che vive in Corea del Sud, riceve una telefonata che l'avvisa del ricovero della madre, ormai prossima alla morte. La figlia, insieme al fidanzato di sempre Vee, ritorna in patria e si stabilisce nella vecchia casa di famiglia; già a partire dalla prima notte nella casa, Pim inizia ad avere incubi e visioni terrificanti. A nulla servono l'aiuto di uno psichiatra e il sostegno di Vee, Pim inizia a peggiorare, non riuscendo più a distinguere la realtà dalle visioni, tanto sono frequenti le apparizioni di fantasmi e strane entità. Si scopre che ad apparirle è la sua defunta sorella Ploy; Pim e Ploy erano gemelle siamesi che, da adolescenti, presero la decisione di operarsi per dividersi, ma solo Pim sopravvisse. Il fantasma vuole vendicarsi di Pim, che in realtà è direttamente colpevole della morte di Ploy. Ma la verità viene rivelata attraverso un flashback: da ragazzi, le gemelle e Vee vivevano in una clinica. Ploy, gelosa della sorella Pim, alla quale Vee dedicava tutte le sue attenzioni, durante una litigata la strangola, dopo che la sorella aveva insistito nel chiedere che venissero separate. Per salvare la vita di Ploy, i dottori dovettero amputare il cadavere della sorella Pim dal suo corpo. Ploy così assunse l'identità di Pim, per poter rimanere con Vee. Durante tutto il film, la vera Pim cerca di apparire e farsi capire, ma a rivelare la verità sarà la madre delle gemelle, che racconterà a Vee che in realtà la gemella con la quale lui vive non è Pim, bensì Ploy. Poco tempo dopo la madre muore, uccisa dalla figlia Ploy, che cerca in tutti i modi di tenere nascosto il suo segreto. Ma ormai è tardi: Vee sa tutto. Nasce allora un litigio tra Vee e Ploy, che sfocia in un incendio della casa, durante il quale Vee, ferito, fa cadere una libreria addosso a Ploy. Essa, intrappolata, ha un confronto faccia a faccia con il fantasma della gemella e rimane uccisa soffocata dal fumo e bruciata viva. Alla fine, Vee si reca al cimitero a visitare la tomba delle due gemelle, ora sepolte insieme, e appoggia sulla loro pietra una collanina che aveva donato in tenera età a Pim e che era finita al collo della gemella Ploy, rubata per gelosia.